# Parviturbo
Parviturbo là một chi ốc biển nhỏs, là động vật thân mềm chân bụng sống ở biển trong họ Skeneidae.

## Các loài
Các loài trong chi Parviturbo gồm có:
- Parviturbo alboranensis Peñas & Rolán, 2006[2]
- Parviturbo calidimaris Pilsbry & McGinty, 1945[3]
- Parviturbo dibellai Buzzurro & Cecalupo, 2007[4]
- Parviturbo elegantulus (Philippi, 1844)[5]
- Parviturbo fenestratus (Chaster, 1896)[6]
- Parviturbo francesae Pilsbry & McGinty, 1945[7]
- Parviturbo insularis Rolán, 1988[8]
- Parviturbo rehderi Pilsbry & McGinty, 1945[9]
- Parviturbo rolani Engl, 2001[10]
- Parviturbo turbinus (Dall, 1889)[11]
- Parviturbo weberi Pilsbry & McGinty, 1945[12]